# Mutondo
El Reino Mutondo fue un antiguo Estado africano de la etnia nkoya que ocupaba parte de lo que hoy es Zambia. Kahare y Mutondo fueron los dos únicos Estados nkoya que se mantenían independientes en el siglo XIX, habiendo caído el resto en las esferas de influencia del Reino lozi y el Reino bulozi.
Poseían una tradición ceremonial muy desarrollada y ligada a la política, con un protocolo complejo. Tenían un rey o mwata (en este caso, Mwata Mutondo), un presidente (Mwanashikemi) y una corte con títulos oficiales equivalentes a jueces, sacerdotes, músicos, ejecutores y esclavos. Todos ellos vivían en la capital. El protocolo era muy estricto y cada decisión, especialmente las que tenían que ver con las relaciones externas (primero con los lozi y luego con los poderes coloniales) era meditada y debía cumplir ciertos requisitos. Estas medidas, aunque han sido cambiadas durante el siglo XX (En muchas partes de África, a pesar de la división política poscolonial, las etnias siguen viviendo de acuerdo con sus jefes, como en sus antiguos reinos, excepto en las grandes ciudades), siguen siendo muy protocolarias.